# Karl Patrik Gyllenhammar
Karl Patrik Gyllenhammar, född 11 mars 1871 i Leksand, död 23 december 1904, var en svensk tandläkare och amatörkompositör. Han spelade piano, violin och luta.
Gyllenhammar har skrivit sånger i Adolf Fredrik Lindblad och Jacob Axel Josephsons anda samt den länge av Skansens spelmän framförda Skansenmarschen.
Han spelade piano, violin och luta.

## Biografi
Gyllenhammar föddes 11 mars 1871 i Leksand och var son till apotekaren Carl Wilhelm Melcher Gyllenhammar och Selma Hammarström. Hans föräldrar hade gift sig året innan han föddes år 1870. 1873 flyttade familjen till Linköping där hans pappa blev apotekare i staden. Gyllenhammars pappa dör året därpå och familjen flyttar till Uppsala. 
1895 tar han tandläkarexamen och kom därefter att arbeta som tandläkare i Stockholm. I Stockholm var han även engagerad i Svenska folkdansens vänner (SVF) där han kom att få många av sina vänner. Till föreningen komponerade han även musik till olika tillställningar. Ofta pianostycken i folkmusikstil. Han fick flera av sina verk publicerade hos Abraham Lundquists musikförlag.
1900 gifte hans sig med Alfhild af Klintberg (1876−1968) som han träffat genom SVF. De gifte sig på hennes släktgård Vretaberg i Stockholm. De fick tillsammans två barn.

### Sång och piano
- Sånger för duetter och trior. Första samlingen.  
  - 1. Alt var dig "Alt var dig, ja alt var dig" (Nils Collett Vogt). För en röst och piano.
  - 2. Gaa ved min side! "Gaa ved min side den lange vej" (Bernt Lie). För en röst och piano.
  - 3. Vintertröst "Behåll i kärligt minne" (Albert Theodor Gellerstedt). För en röst och piano.
  - 4. I natten ("Tyst är lunden och sjön" (Viktor Rydberg). För en röst, sordinerad violin och piano.
  - 5. Serenad "Jeg elsker hver lysende stjerne". För två röster och piano.
  - 6. Das Rosenband "Im Frühlingsschatten fand ich sie" (Friedrich Gottlieb Klopstock). För två röster och piano.
  - 7. I den stilla dal "I den stilla dal" (Zacharias Topelius). För tre röster och piano.
  - 8. Under rönn och syrén "Blommande sköna dalar" (Zacharias Topelius). För tre röster.
  - 9. Vandringssång "Vi vandra genom skogen" (Alfhild Silverstolpe). För tre röster och piano.
  - 10. Sjung, sjung! "Sjung, sjung! Det är sommardag!" (Ebba Westberg). För tre röster och piano.
  - 11. Våren "Jag kommer ändå, jag kommer nog" (Zacharias Topelius). För tre röster och piano.

- Sånger för duetter och trior. Andra samlingen.
  - 1. Önskevisa "Om jag vore" (Jeremias i Tröstlösa).
  - 2. I maj ("I maj, i maj")
  - 3. Den heliga natten "Det svävar ett stilla" (Carl David af Wirsén).
  - 4. Kveld "Kveld, med din duggende eng" (Nicolai Bøgh).
  - 5. Höbärgning "Nu blommar små förgätmigej" (Karl-Erik Forsslund).
  - 6. Hejsan! "Hejsan! Vad det är roligt ibland" (Karl Patrik Gyllenhammar).
  - 7. Svind ud "Svind ud, du blinkende stjernelys" (Theodor Caspari). För tre röster och piano.
  - 8. Nypetorn og Rognebær "Nypetorn og rognebær, höstens muntre fattiggutter" (Theodor Caspari). För tre röster och piano.
  - 9. Vår/Lärkröster i maj "O, du lummiga lund" (Zacharias Topelius). För tre röster och piano.
  - 10. Minna satt i lunden "Minna satt i lunden och på kransen såg" (Johan Ludvig Runeberg). För tre röster och piano.
  - 11. Somna, du min våg "Somna våg i västanfjärdar" (Zacharias Topelius). För tre röster och piano.

- Det ringer till otta. Nyårsotta ("Jublande klang" (Edvin Fredin). För damtrio och piano.
- Midsommarvisa "Hej, kom och låt oss sjunga" (okänd författare). Tryckt i Svenska folkdansens vänner 1893−1918, Stockholm.
- Vi komma sunnanfrån till fjällens. Tryckt i Sångbok för scouter, nr 107, 1937.

### Pianoverk
- Hambo-Polska.
- Polska. Tillägnad Spel-Olle i Svenska Folkdansens vänner.
- Schottis.
- Skansen-marschen. Skrevs till skansens vårfest 1894 då Svenska folkdansens vänner gjorde sitt första framträdande.